# Huang Chiu-yueh
Huang Chiu-yueh (chiń. trad. 黃秋月; pinyin Huáng Qiūyuè; ur. 19 września 1975) – tajwańska zapaśniczka w stylu wolnym. Czterokrotna uczestniczka mistrzostw świata, szósta w 1992. Srebrna medalistka mistrzostw Azji w 1996 i 1997 roku.